# Mumra
Mumra (ros. Мумра) – wieś w Rosji, w obwodzie astrachańskim, w rejonie ikrianinskim. W 2010 liczyła 2372 mieszkańców.

## Urodzeni
- Tulebaj Ażymow